# Goldmark Péter Károly
Goldmark Péter Károly (Budapest, 1906. december 2. – Port Chester, New York, 1977. december 7.) zsidó származású magyar-amerikai mérnök, fizikus. Feltalálta a mikrobarázdás hanglemezt és a színes televíziót.

## Élete
A zeneszerző Goldmark Károly dédunokaöccse volt. Maga is vonzódott a zenéhez, késői éveiben szívesen muzsikált a szomszédjában lakó Benny Goodmannel. Szülei Goldmark Sándor (1877–1965) kereskedő és Steiner Emma voltak.
Pesti középiskolás korában azonban fizikai ismereteivel és készségével lepte meg tanárát. Nem csoda hát, hogy amikor családjával 1920-ban Bécsbe emigrált, a műszaki egyetemre jelentkezett. Ezután Berlinben folytatta tanulmányait, a charlottenburgi műszaki főiskolán tanult és dolgozott Gábor Dénes mellett, aki felismerte a fiatal kutató tehetségét, és további kutatásokra ösztönözte. Goldmark visszatért tehát Bécsbe, s itt Ernst Mach professzor irányításával megírta Egy új eljárás ionok sebességének meghatározására című értekezését, amelyet a bécsi tudományos akadémiának nyújtott be.
Már ekkor intenzíven érdeklődött a még gyermekcipőben járó televíziózás iránt. A BBC-ben megindult kísérletek nyomán egy olyan berendezést állított össze, amelynek 2,5×3,8 cm-es képernyőjén sikerült képet kapnia. Ez 1926-ban, éppen 20. születésnapján történt.
Sikerei nyomán az angol Pye társaság alkalmazta őt, majd újabb rövid bécsi tartózkodás után 1933-ban New Yorkba hajózott. Ott 1936-ban a CBS hírközlési társaság munkatársa – később kutatási laboratóriumának vezetője, majd a társaság igazgatója, utóbb alelnöke – lett. Csakhamar felhagyott a mechanikus televíziós berendezések kísérleteivel, és új útra tért: az elektronikus – képcsöves – televíziós készülékekkel kezdett foglalkozni. 1940. szeptember 4-én mutatta be találmányát: a gyakorlatban használható színes televíziót. Ez egy gyorsan forgó tárcsát tartalmazott, amelyen a három színszűrő (RGB) váltotta egymást az emberi szemmel nem látható sebességgel (Field Sequantial Color; pozícióban sorrendi színátvitel). 
A második világháború alatt (1939–1945) haditechnikai kérdésekkel foglalkozva megoldotta a német radarkészülékek zavarásának kérdését. A háború után tökéletesítette színes TV eljárását, amelyet már az űrkutatás során is alkalmaztak: ennek révén láthatták szerte a világon a Holdon tett első emberi séta számos mozzanatát. Ő dolgozta ki a televízió orvosi alkalmazásának elméletét és gyakorlatát, és nevéhez fűződik a „hosszan játszó” (LP), népszerű nevén mikrobarázdás hanglemez kifejlesztése.
Zseniális módon oldotta meg a televíziós kép „konzerválását” is: eljárása, az EVR (electro video recording) a videómagnetofon elterjedéséig maradt elismert és közkedvelt módszer.
71. életévében az Amerikai Egyesült Államok elnöke, Jimmy Carter – 14 tudóstársával együtt – neki is átnyújtotta a tudományos munka legmagasabb amerikai elismerését jelentő nemzeti tudományos érdemérmet (National Medal of Science). 